# Otto Brüshafer
Otto Brüshafer (* 3. Dezember 1885 in Sukow; † nach 1930) war ein deutscher Pädagoge und Politiker (DNVP).

## Leben
Otto Brüshafer besuchte das Lehrerseminar in Neukloster und war anschließend u. a. 1919 Landschullehrer und Organist in Plauerhagen bei Plau.
Von 1915 bis 1918 leistete er Kriegsdienst und schloss als Leutnant der Reserve, ausgezeichnet mit beiden Klassen des Eisernen Kreuzes, seine militärische Laufbahn ab. Er wurde zweimal verwundet und erhielt das Schwarze Verwundetenabzeichen.
Von 1919 bis 1920 saß er als Nachrücker für den Abgeordneten Heinrich Jahns im Verfassunggebenden Landtag von Mecklenburg-Schwerin. Er wurde auch bis 1924, später für die DVP, in den ersten und zweiten ordentlichen Landtag von Mecklenburg-Schwerin gewählt. 1923 war er Lehrer, Küster und Organist im Ostseebad Alt Gaarz. Hier wurde er Ende 1930 zum Standesbeamten bestellt.
Seit 1908 war er mit Marie Tiedemann verheiratet und hatte drei Kinder.